# دوسا
دوسا (انگلیسی: Dosa) نوعی پنکیک است که از تخمیر خمیرابه درست می‌شود. دوسا تاحدی شبیه به کرپ است اما محتویات دوسا برنج و ماش سیاه است. این غذا در رژیم غذایی مردم جنوب هند بسیار معمول است و در شبه قاره هند بسیار معروف است. دوسای سنتی با دمای گرم و همراه با سالادی به نام سامبار، همراه با سیب زمینی یا پنیر آسیایی و چتنی سرو می‌شود. دوسا را نیز می‌توان همراه با غذایی هندی به نام ایدلی پودلی مصرف کرد. غذای مشابهی در جنوب ایران به همین شکل تهیه می‌شود که نان رگاگ یا رقاق نام دارد.

## تاریخچه
دوسا غذای بومی جنوب هند است؛ گمان می‌رود اولین زادگاه این غذا همین منطقه است. بر اساس گفته‌های تاریخ‌شناس غذا، کی‌تی‌آچایا، دوسا (یا دوسای) قبلاً در حدود یک قرن پس از میلاد مسیح در حکومت باستانی تامیل مصرف می‌شده‌است، همچنین نام دوسا در ادبیات سنگاپوری نیز ذکر شده‌است. بر اساس گفته‌های تاریخ‌شناسی به نام تی‌تانکپان‌نایر، این غذا برای اولین بار در شهر اودوپی درست شد. در سنت‌هایی معروف، دوسا در تمام رستوران‌های اودوپی موجود است. دوسا در تامیل نرم‌تر و ضخیم‌تر سرو می‌شود. دوسای نازک‌تر و تردتر که در هند معروف‌تر است، اولین بار در کارناتاکا پخته شده‌است. دستورالعمل پخت امروزی در قرن دوازدهم بعد از میلاد مسیح تغیر پیدا کرده‌است.

## نام

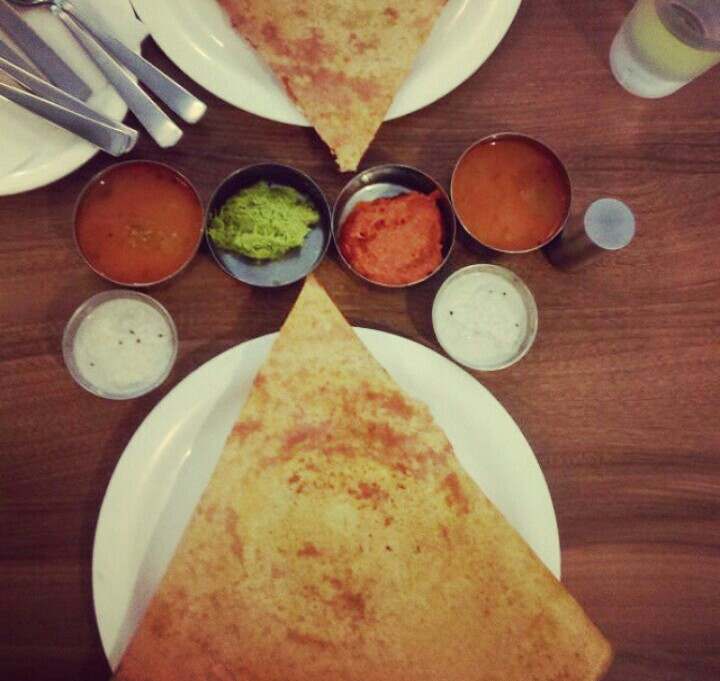
دوسا همراه با سامبار و چاشنی‌های مختلف در یک رستوران.

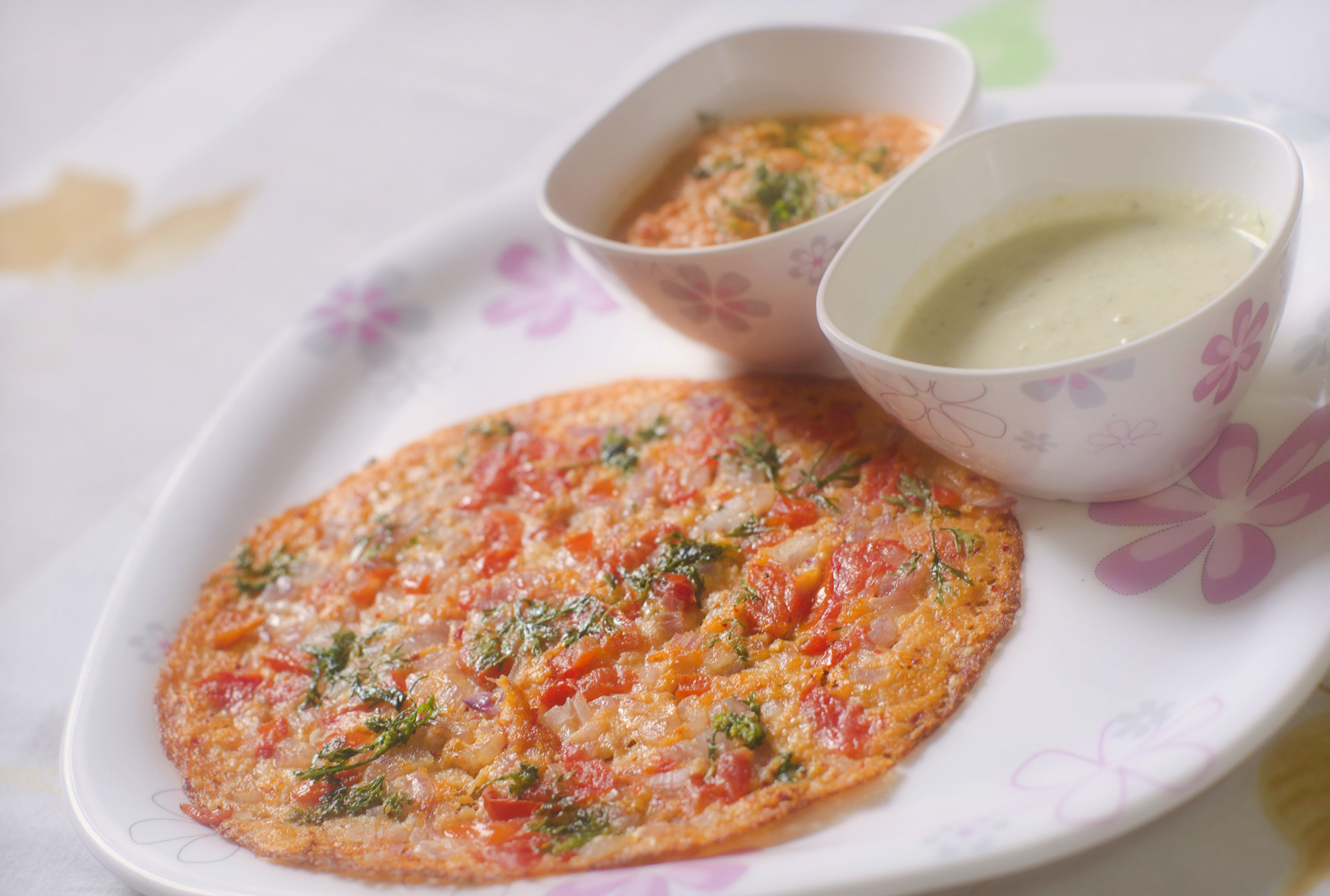
این نوع از دوسا یکی از انواع مختلف آن در هند است که به عنوان صبحانه پخته می‌شود. این نوع دوسا از گوجه فرنگی و چاشنی‌های مختلف درست شده‌است.

دوسا با نام‌های مختلفی شناخته می‌شود. ترجمه و تلفظ درست حروف دوسا در زبان جنوب هند به شرح زیر است:
| زبان                   | ترجمه | تلفظ (IPA) |
| ---------------------- | ----- | ---------- |
| به زبان کانارایی: ದೋಸೆ   | دوز   | d̪o:se      |
| به زبان مالایالامی: ദോശ | دوسا  | d̪o:ɕa      |
| به زبان تامیلی: தோசை     | دوسای | t̪o:sʌj     |
| به زبان تلگویی: దోస     | دوسه  | d̪o:ɕe      |
| به زبان تولویی: ದೋಸೆ     | دوز   | d̪o:se      |

## تغذیه

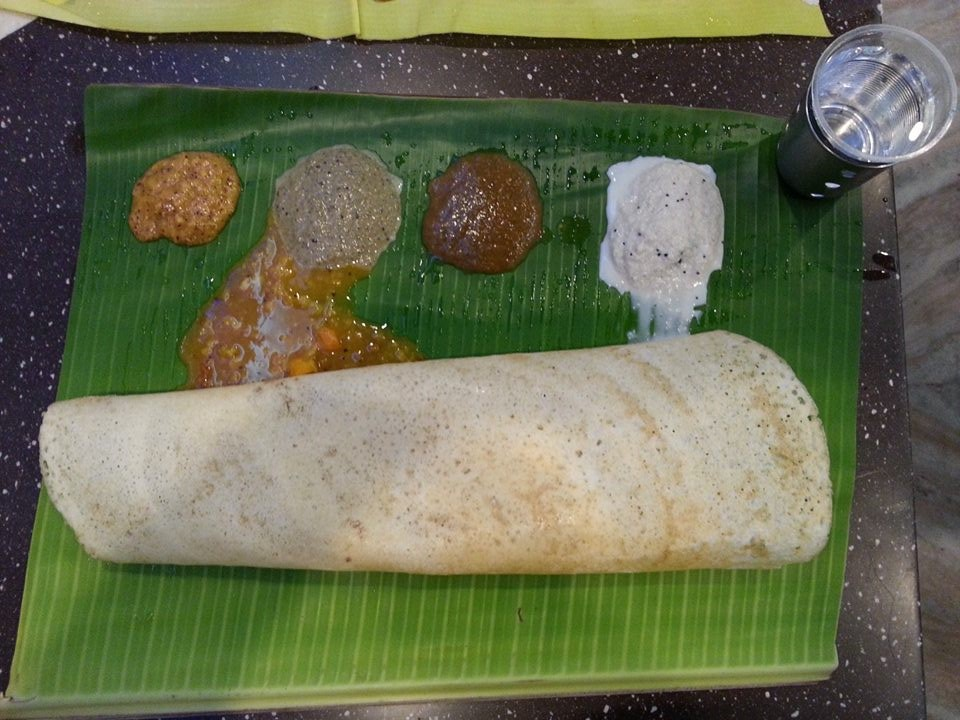
دوسا همراه با سامبار و نوعی ترشی که به‌طور سنتی در برگ موز سرو شده‌است.

دوسا دارای کربوهیدرات زیادی است و شکر اضافی و چربی‌های اشباع ندارد. مواد تشکیل‌دهندهٔ اصلی دوسا ماش سیاه و برنج است بنابراین این غذا منبع خوبی از پروتئین است. فرایند تخمیر باعث افزایش ویتامین‌های گروه ب و ویتامین ث در محتوای آن شده‌است. در نوع حاضری آن برنج بیشتری موجود است.

## آماده‌سازی
در ابتدا مخلوط ماش سیاه و برنج را در آب خیسانده و به صورت خمیر درآورده می‌شود. تعداد انگشت شماری نیز دانة شنبلیله همراه برنج و ماش سیاه نیز خیسانده می‌شود. زمان آماده‌سازی برنج نسبت به عدس ۴ به ۱ یا ۵ به ۱ است. سپس به آن مخمر اضافه می‌کنند تا به مدت یک شب تخمیر شود. بعد از یک شب تخمیر، مخمر با آب ترکیب شده و می‌توان آن را به ضخامت مورد نظر درآورد. سپس خمیر را با ملاقه بر روی تاوا (نوعی ماهی‌تابه) ریخته و سپس آن را با روغن یا روغن حیوانی پخته می‌شود. سپس آن را با ملاقه بر روی تاوا یا ماهیتابه به‌طور مساوی پهن کرده تا به صورت پنکیک درآورده شود. دوسا به صورت گرم سرو می‌شود یا به‌طور نصف بریده یا مانند لحاف رول می‌شود. دوسا با نوعی ترشی یا سامبار سرو می‌شود. می‌توان به جای مخلوط ماش سیاه و برنج از آرد گندم تصفیه‌شده یا سمولینا استفاده کرد.

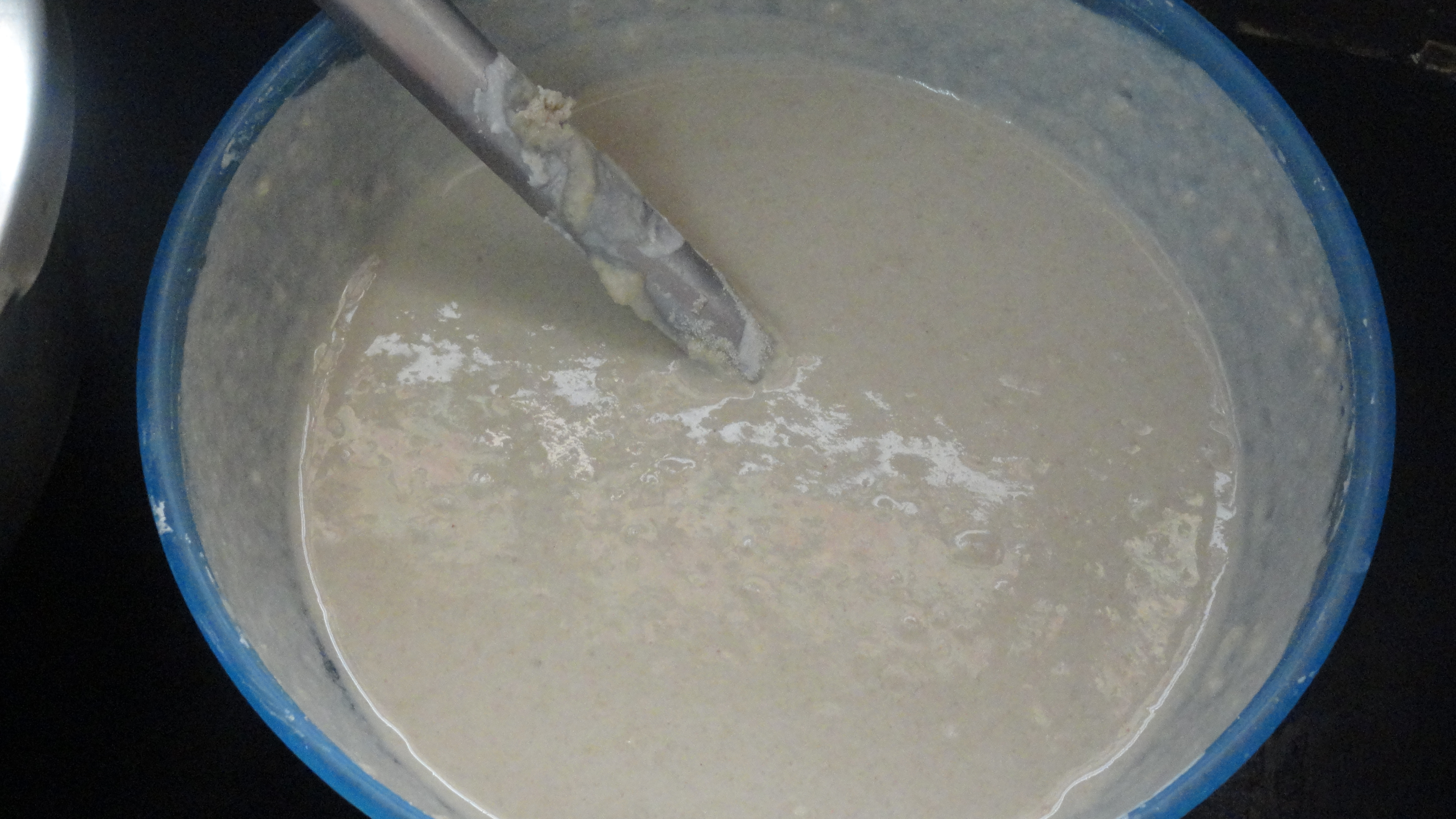
خمیر برنج.
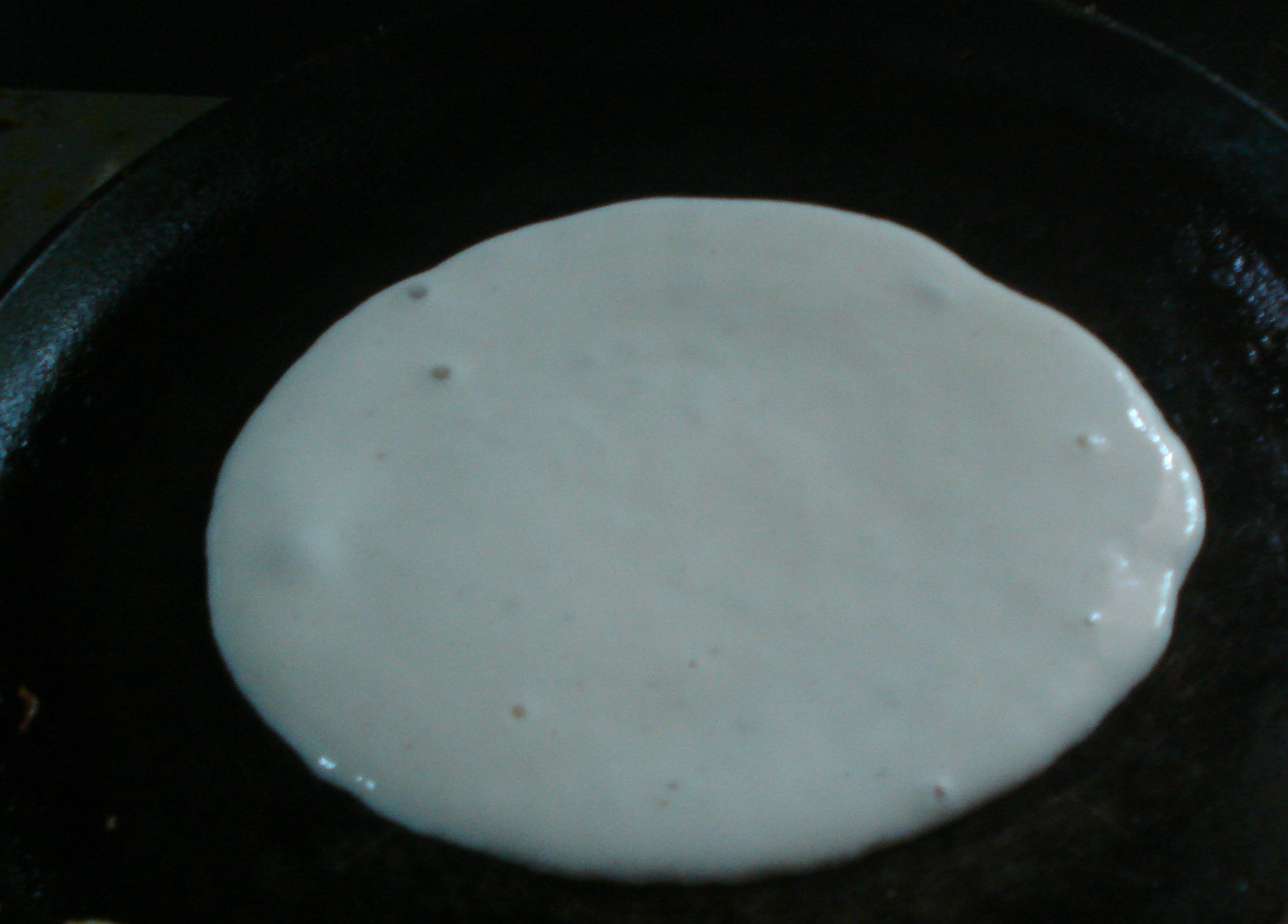
خمیر پخش‌شده بر روی ماهی‌تابه.
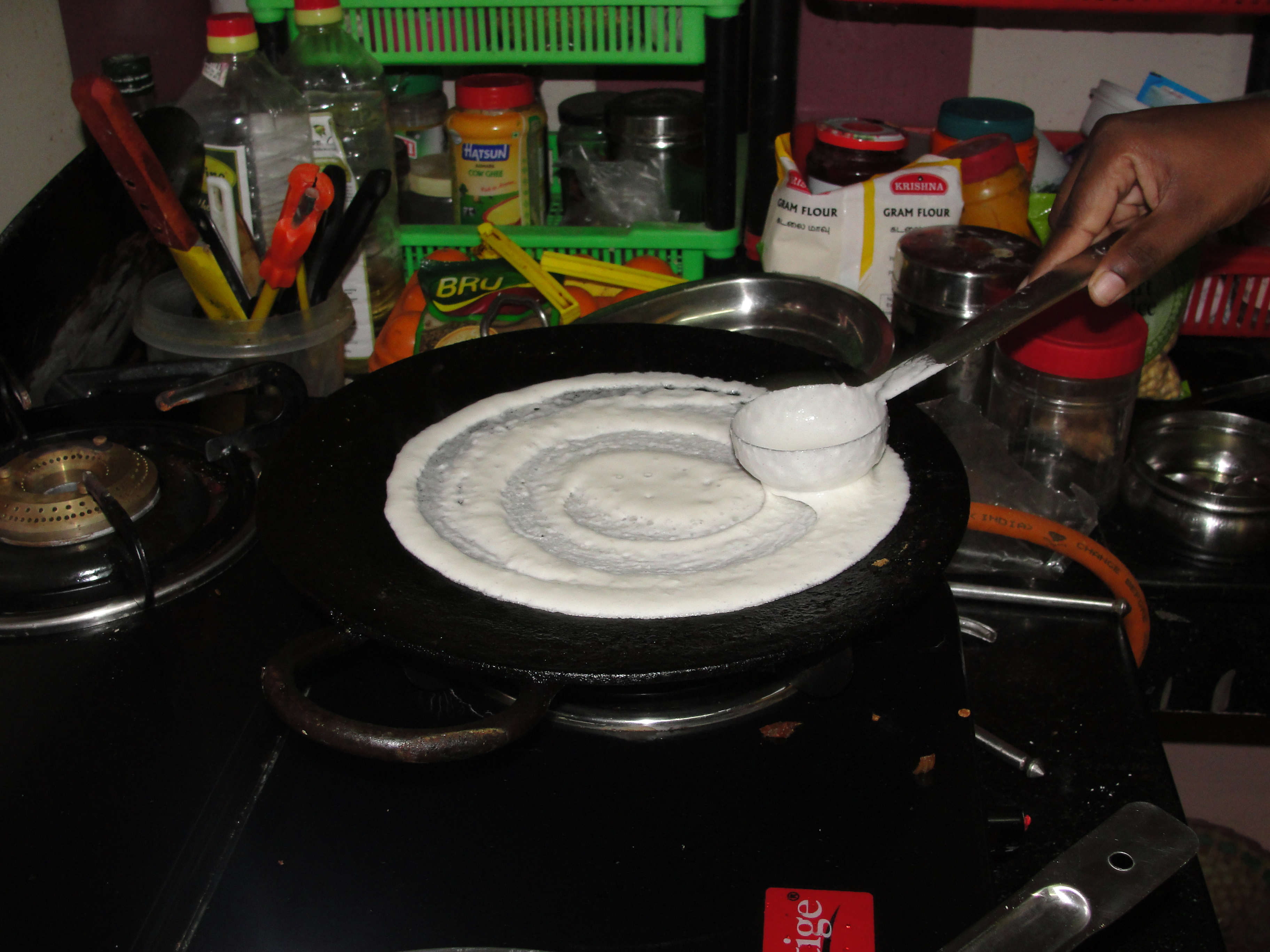
خمیر در حال پخش‌شدن به‌طور یکنواخت.
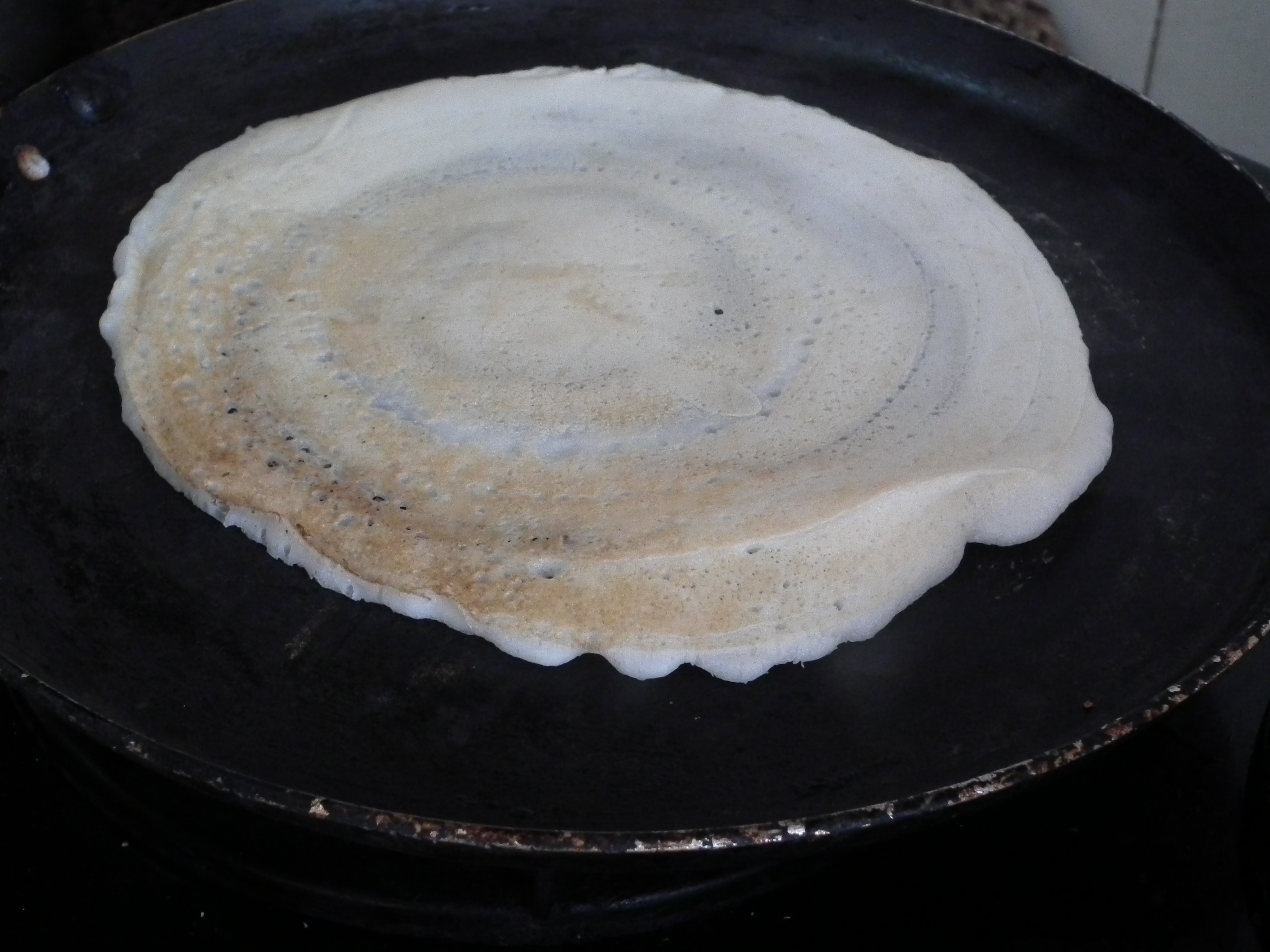
دوسا در حال پخته‌شدن.

## سرو کردن
دوسا را می‌توان با سبزیجات و سس‌ها پر کرد. همراه آن مخلفات مختلفی سرو می‌شود که بستگی به سلیقهٔ شخص دارد. بعضی از این مخلفات عبارتند از:
- سامبار
- چتنی مرطوب: به‌طور مثال چتنی نارگیل (که از رب نیم حامد نارگیل، دال عدس، چیلی سبز و نعنا یا گشنیز درست شده‌است)
- انواع ترشی[۹]
- چتنی خشک (ایدلی پودلی یا مولاگاپودی): پودری که از ادویه‌جات و بعضی مواقع پودر نارگیل تشکیل شده‌است.
- خیارشور هندی

## تغیرات
نوع رواج یافته این غذا با عدس یا برنج درست می‌شود. انواع دیگر عبارتند از:
| نام                  | مواد تشکیل‌دهنده اصلی                              |
| -------------------- | ------------------------------------------------- |
| دوسای سیب‌زمینی       | سیب‌زمینی مزه‌دارشده که داخل دوسا گذاشته شده‌است.    |
| دوسا پنیری           | پنیر آسیایی مزه‌دارشده که داخل دوسا گذاشته شده‌است. |
| دوسای اسفناج         | اسفناج مزه‌دارشده که داخل دوسا گذاشته شده‌است.      |
| دوسا سویا دار        | شیر سویا و آرد گندم                               |
| پاساروتا (دوسای سبز) | ماش                                               |
| دوسای سفید سبک       | برنچ و نارگیل                                     |
| میسور ملاسا دوسا     | برنج، ماش سیاه، دانه شنبلیله                      |
| دوسای پیاز           | سمولینا، آرد برنج                                 |
| دوسای گندم           | آرد گندم                                          |
| دوسای سمولینا        | سمولینا                                           |
| دوسای کره‌ای          | کره                                               |
| دوسای خمیری          | خمیر برنج                                         |

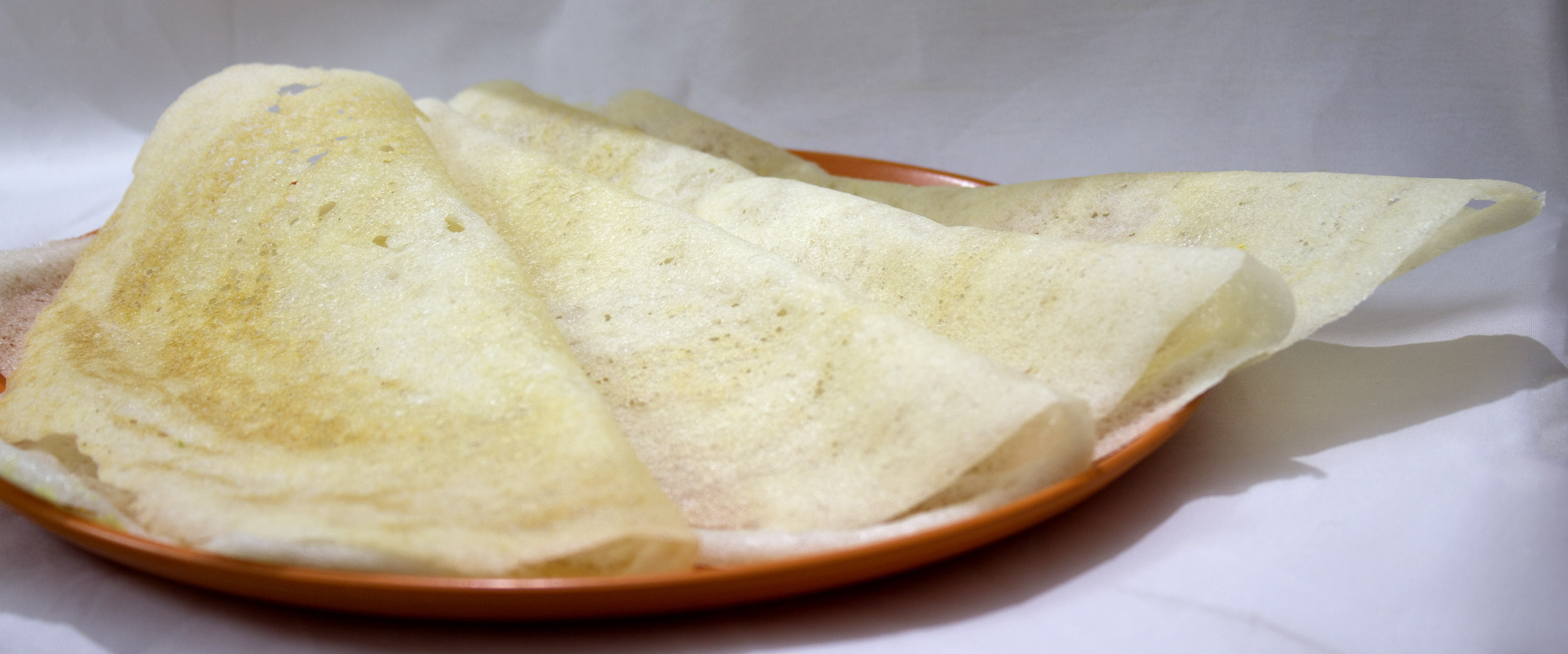
دوسایی که در خانه‌ای در جنوب هند درست شده‌است.
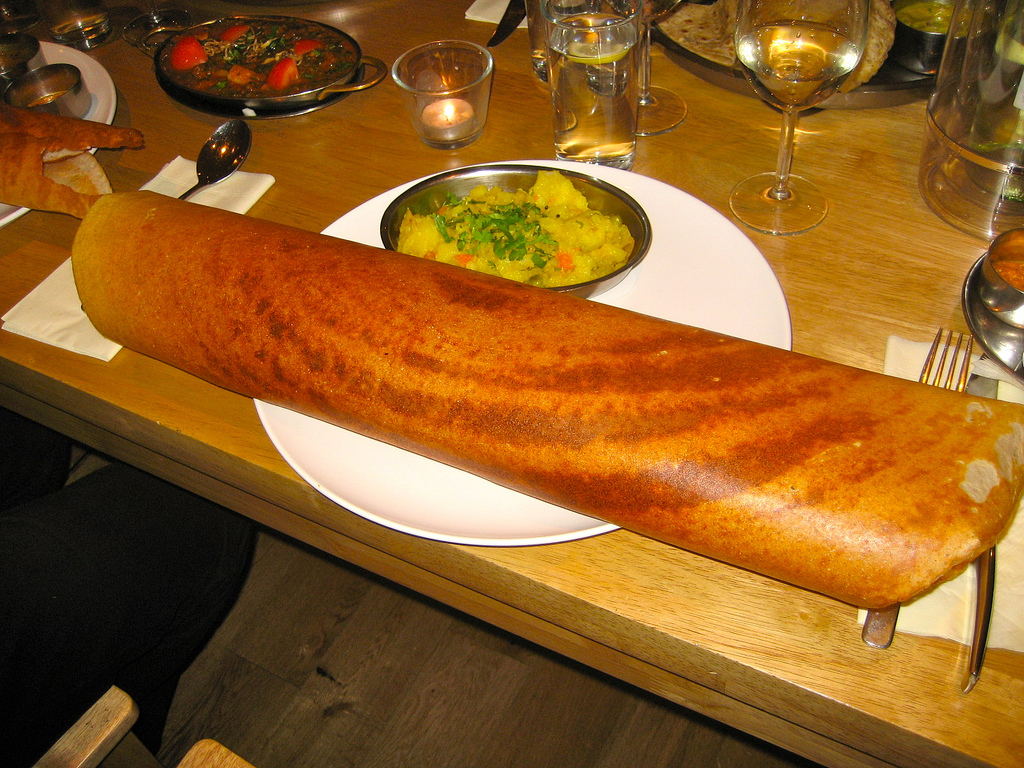
کاغذ کبابی, یک نان فطیر نازک ترد همراه با دوسا، سرو شده در یک رستوران.
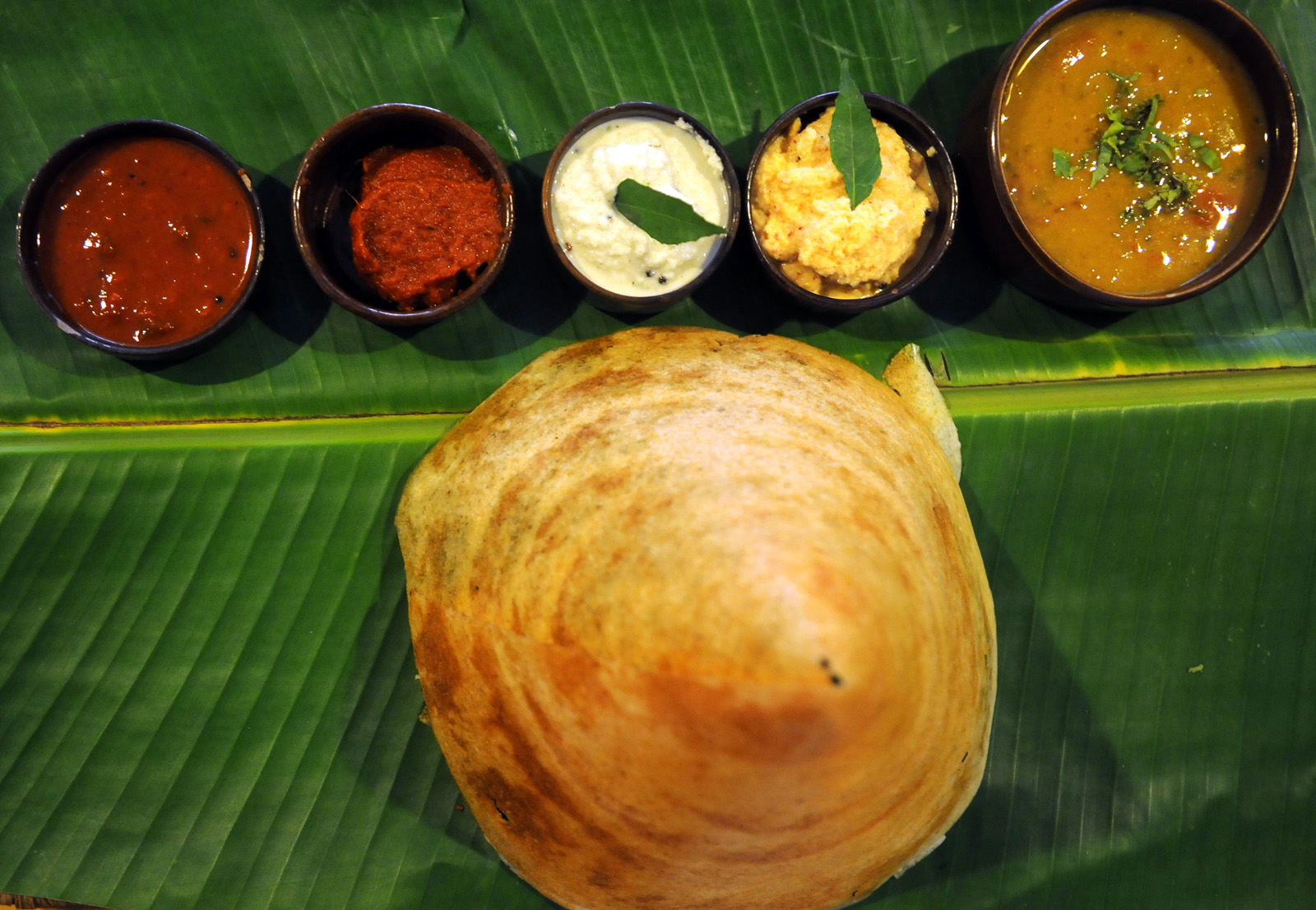
نان کباب‌شده با روغن حیوانی
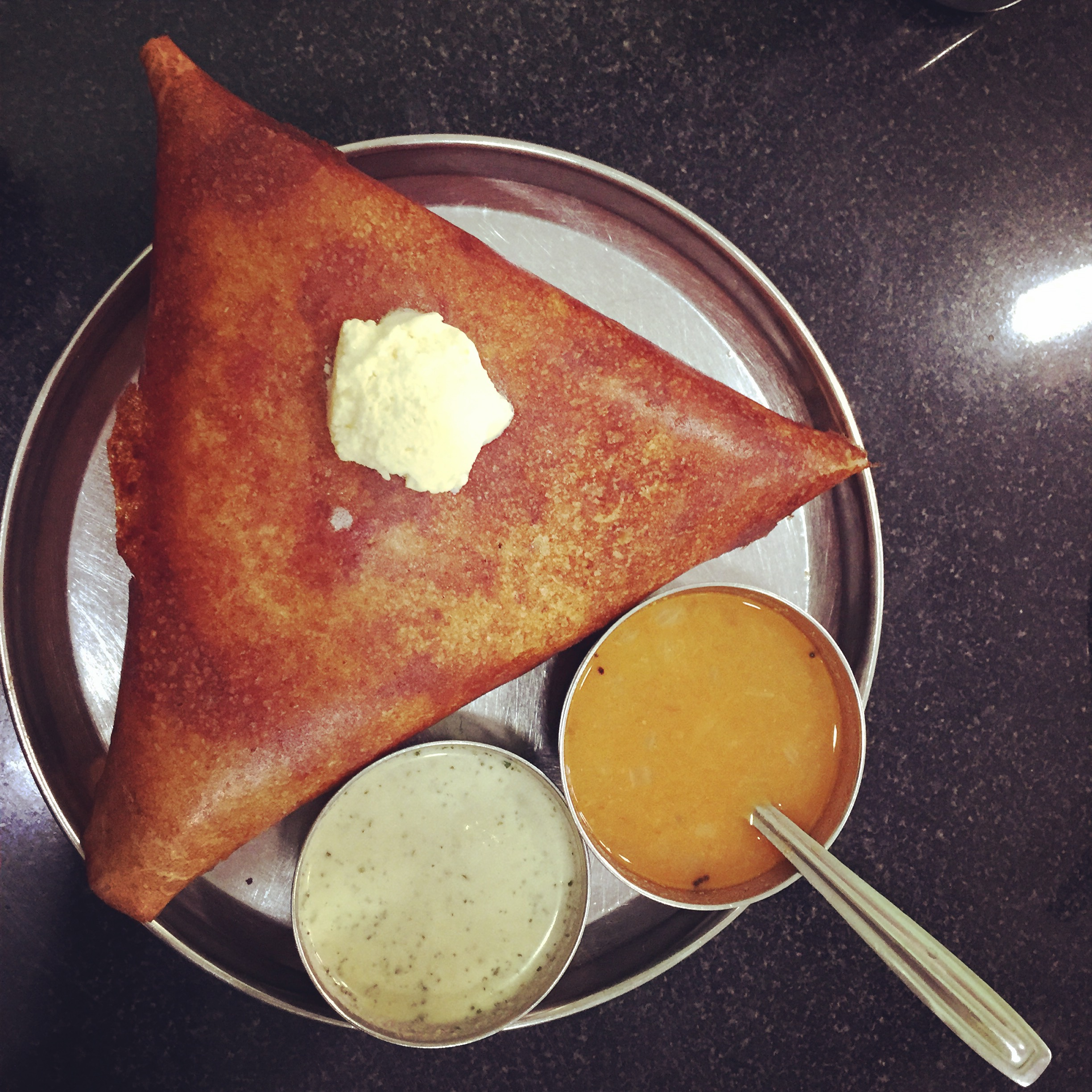
دوسای کره‌ای،  که به عنوان بهنه دوسا در کارناتاکا درست می‌شود.
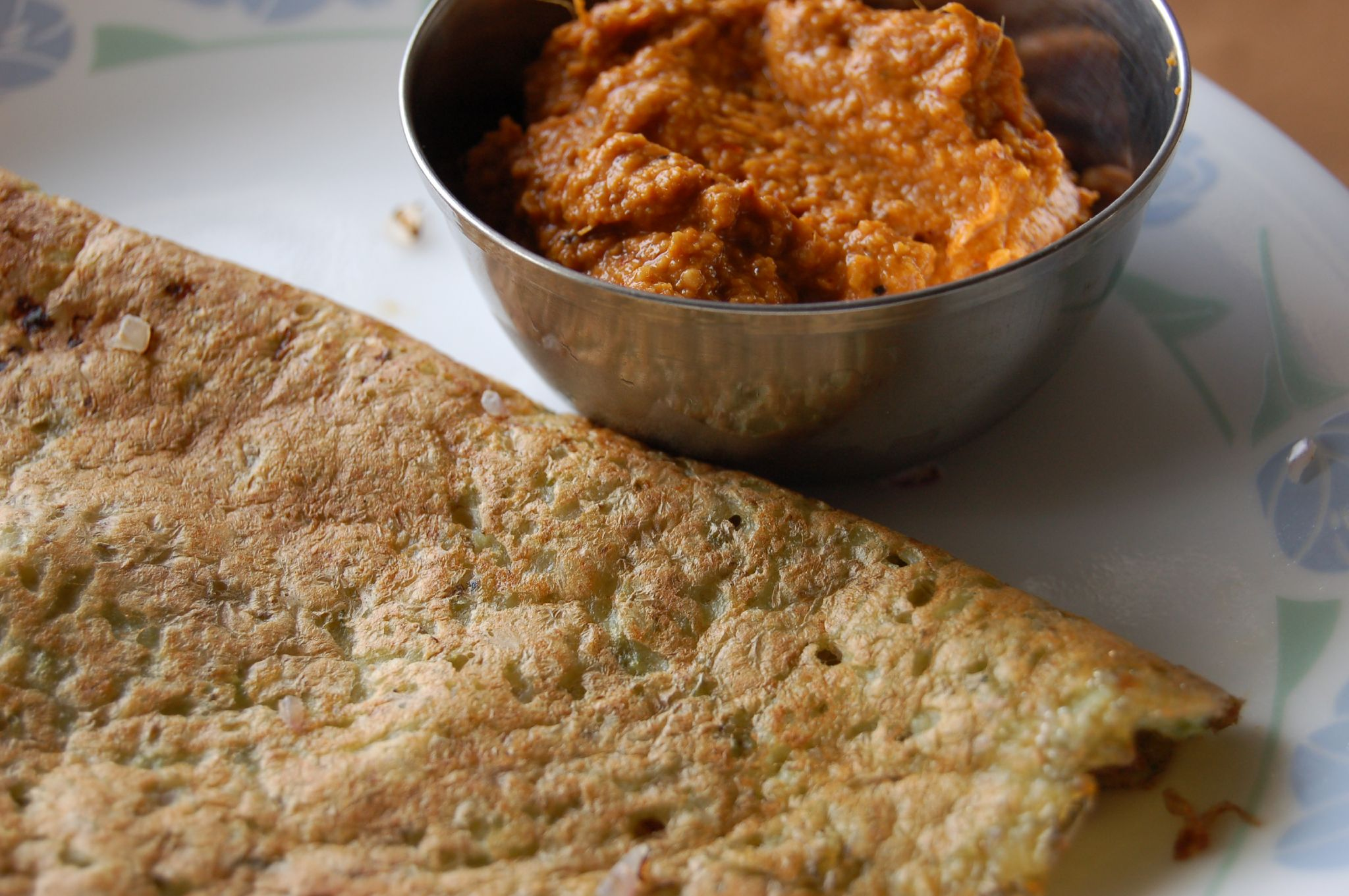
پاساروتا (مونگ دال دوسا) و چتنی زنجبیلی در آنده بیشلی.
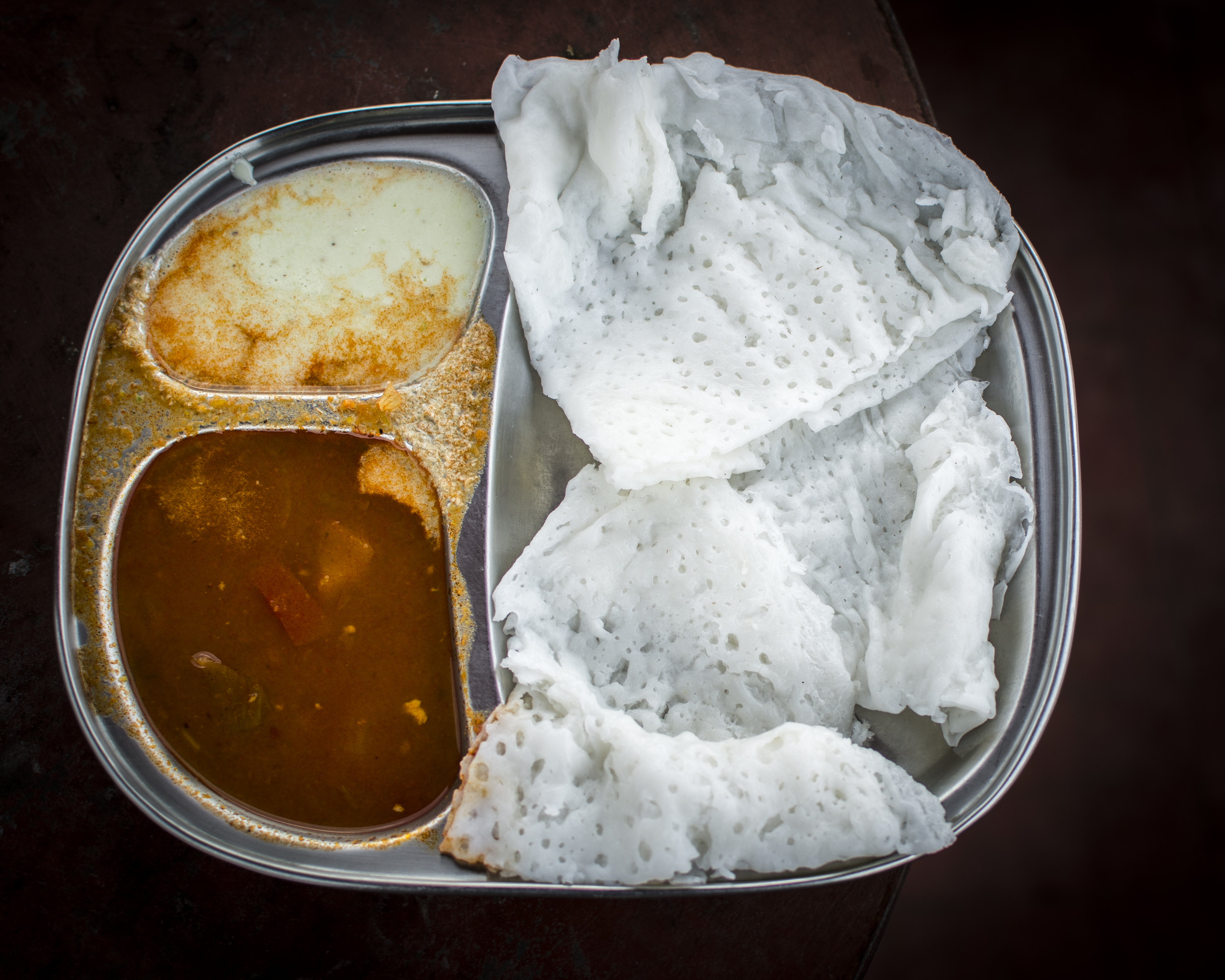
دوسای مغولی.
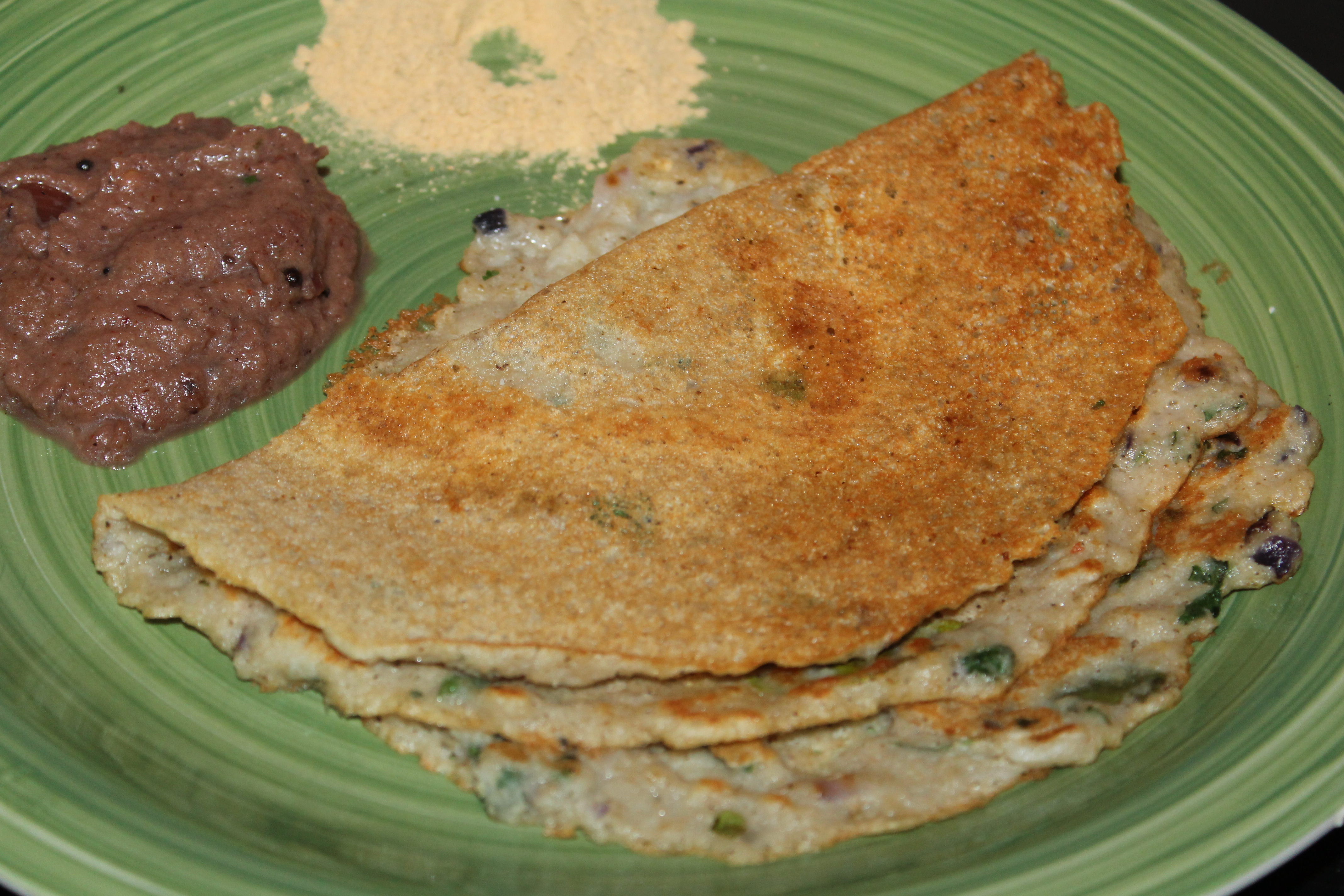
کامبو (باجرا/ارزن) دوسا
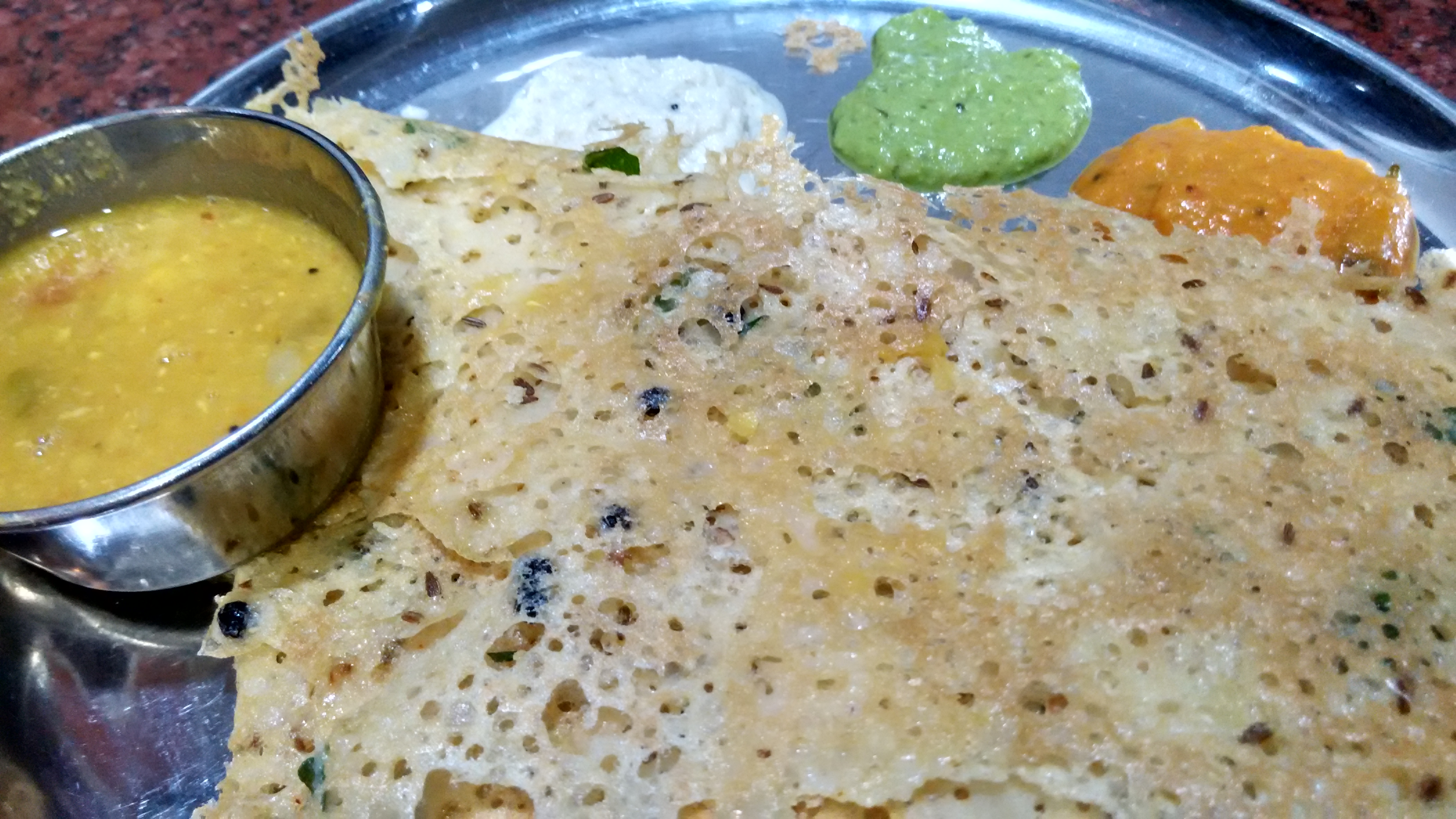
راوا دوسا
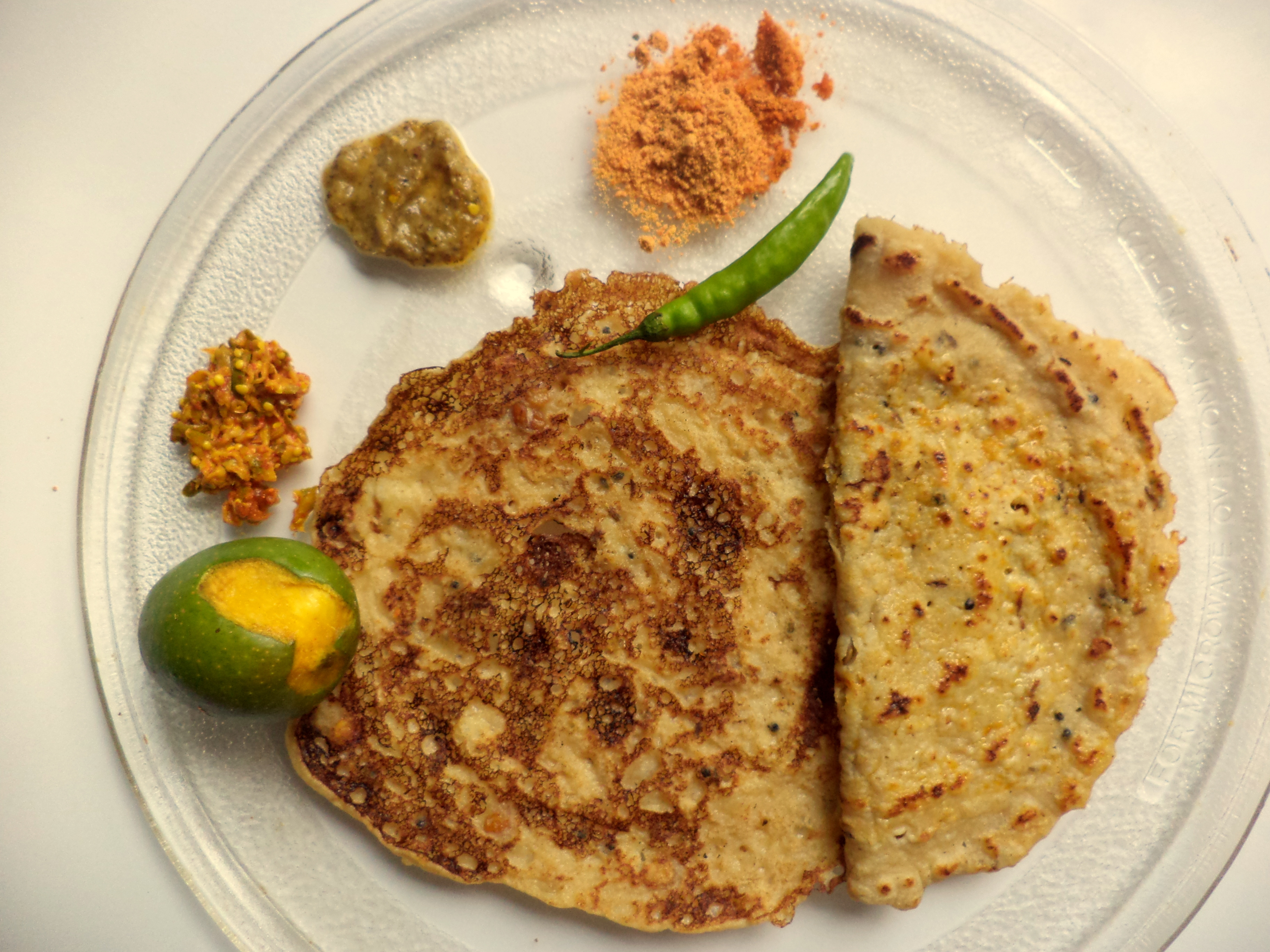
دوسای گندم
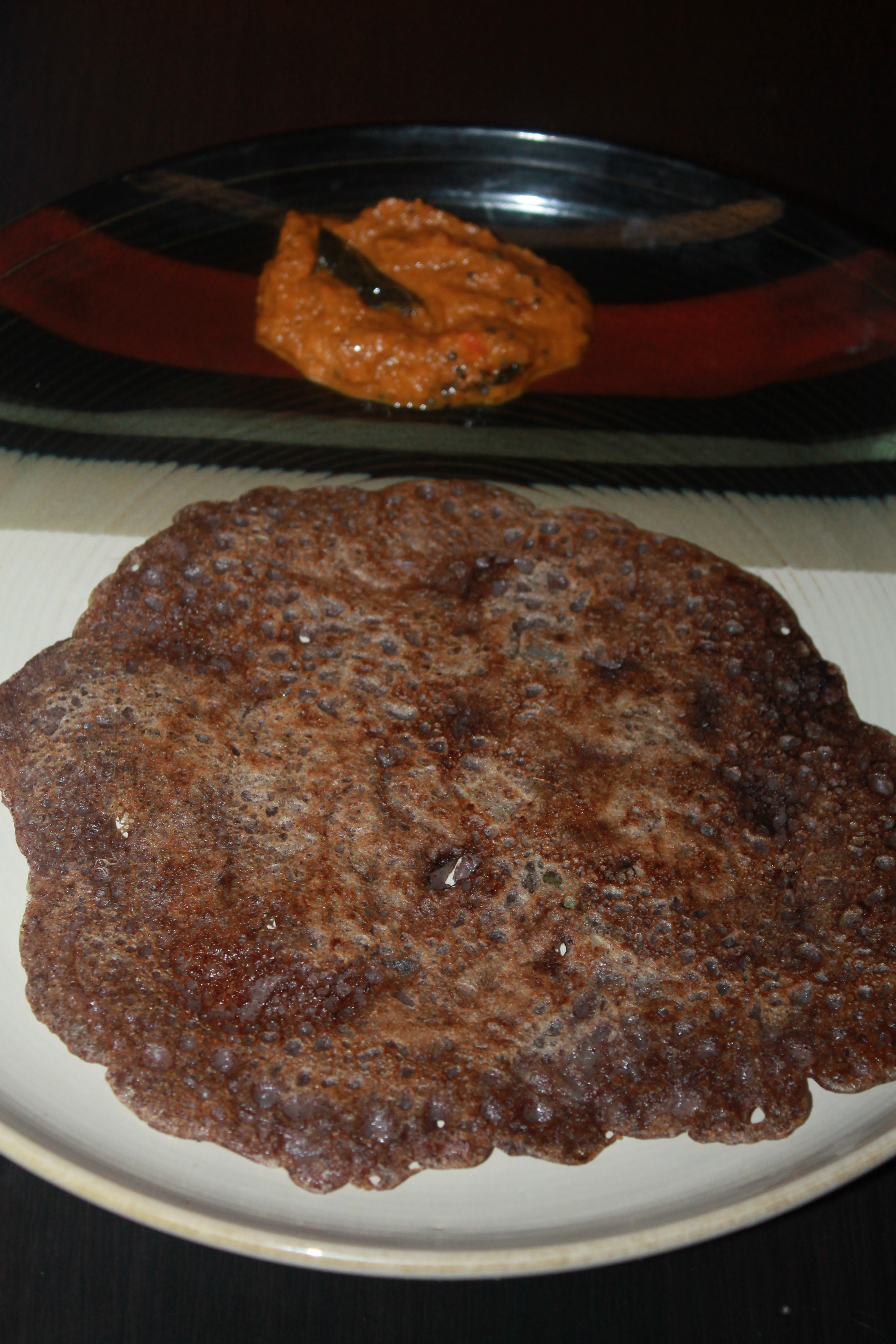
دوسای گوشت
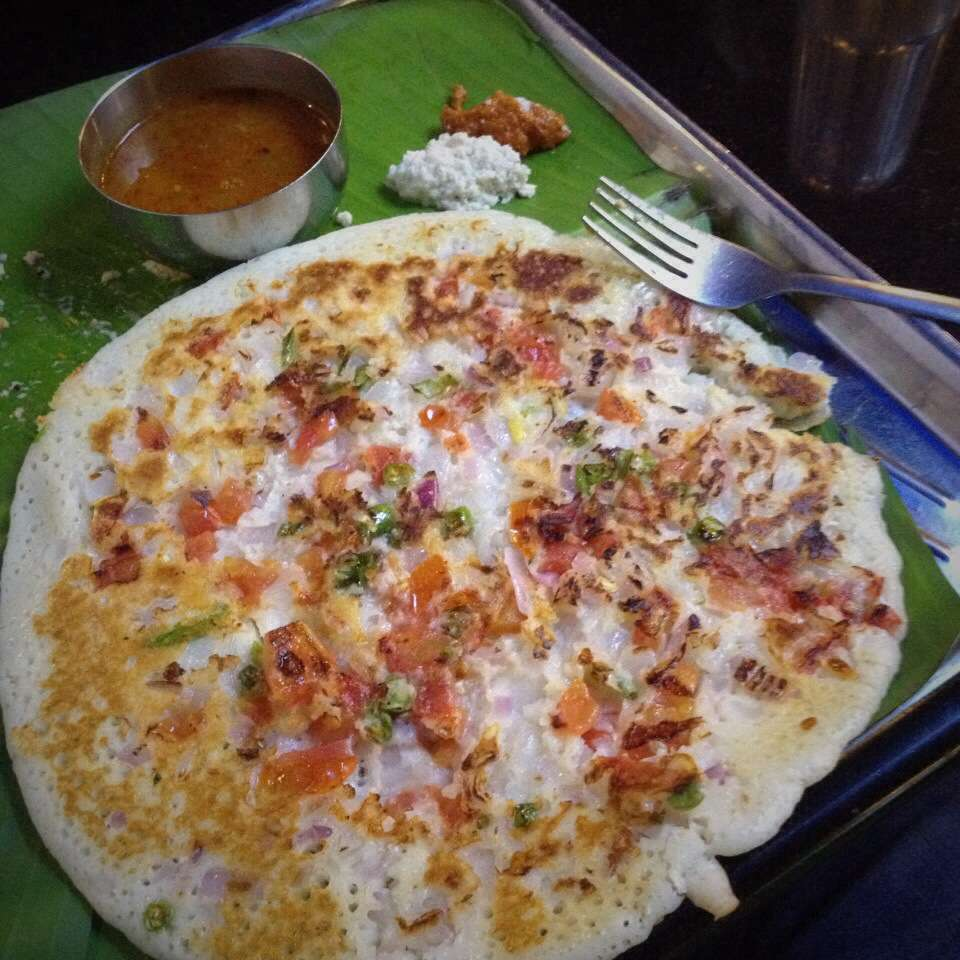
دوسای پیاز
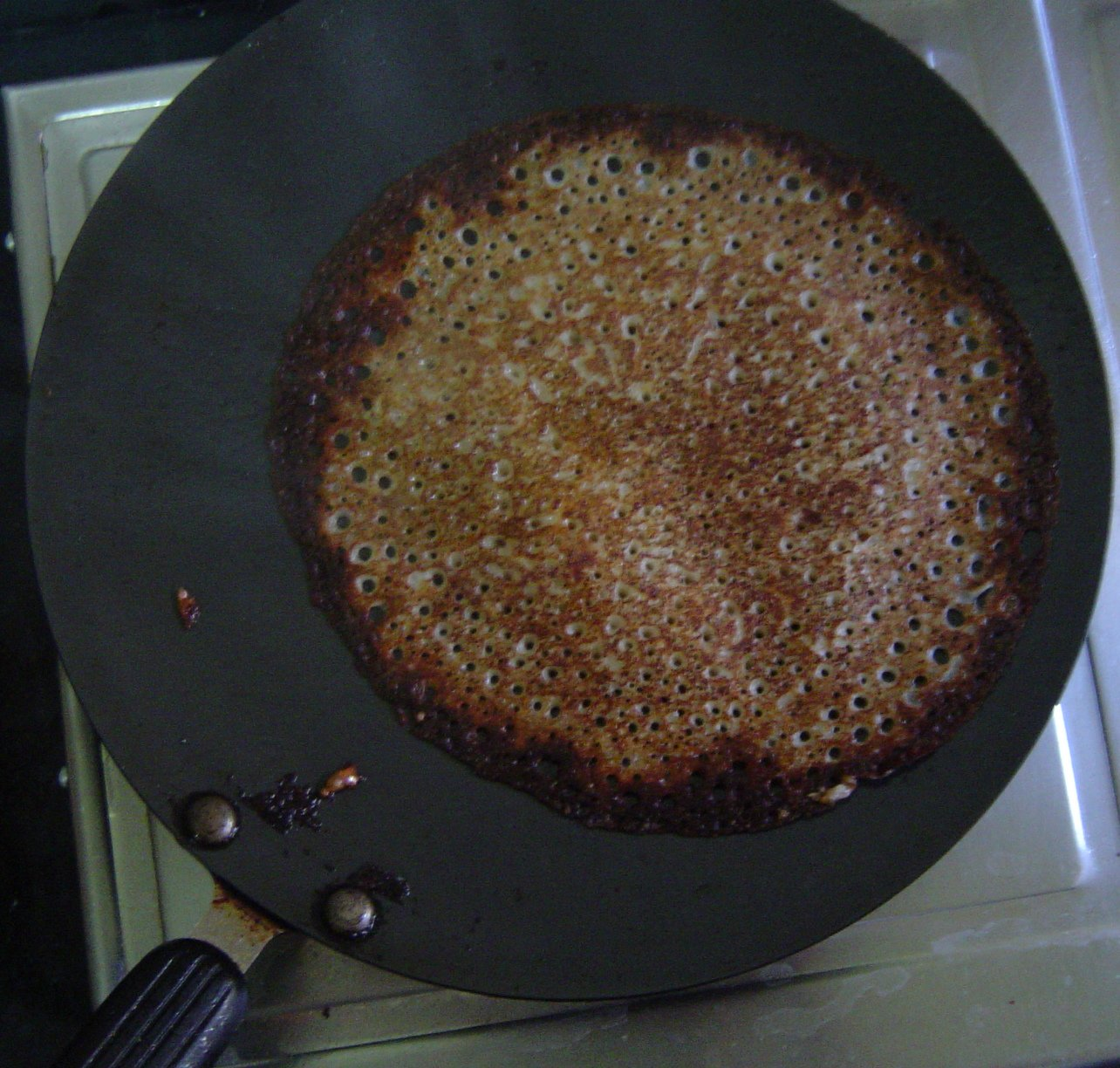
ماتی دوسا دوسای محلی تامیل نادو

### دوسای سیب‌زمینی

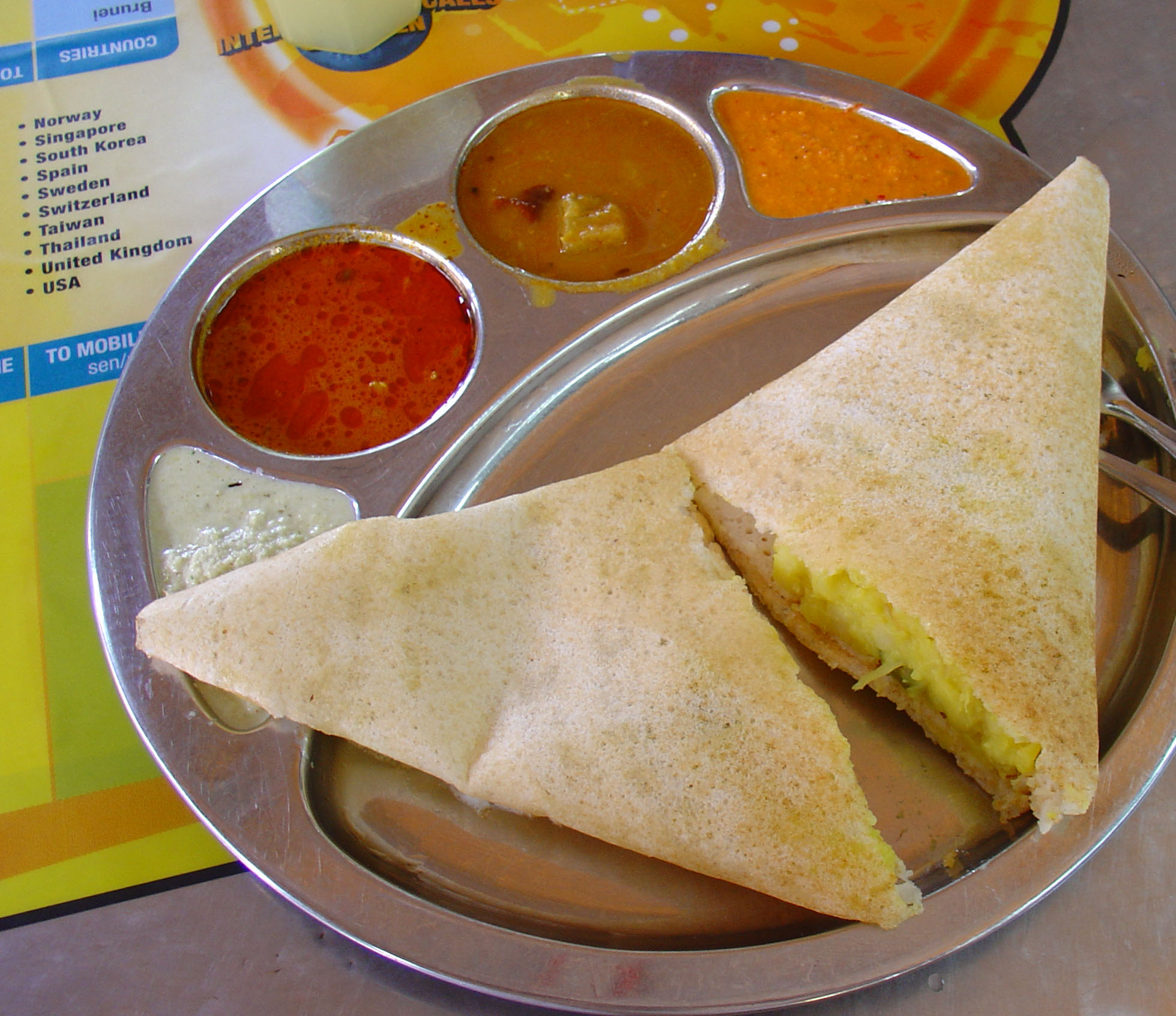
دوسای سیب‌زمینی که در کوالا لامپور، مالزیسرو شده‌است.

دوسای سیب‌زمینی از سیب‌زمینی، پیاز و ادویه‌جات تشکیل شده‌است.